# Paspalum pumilum
Paspalum pumilum är en gräsart som beskrevs av Christian Gottfried Daniel Nees von Esenbeck. Paspalum pumilum ingår i släktet tvillinghirser, och familjen gräs. Inga underarter finns listade i Catalogue of Life.